# Rachid Bellil
Rachid Bellil, né en 1948, est originaire d'Ath Buyoucef, dans la Grande Kabylie en Algérie. Il est sociologue, chercheur, écrivain. Il a aussi réalisé plusieurs reportages en contribution avec l'ENTV sur les oasis de Gourara et du Sud (Sahara). 

## Œuvres
- Texte zénète du Gourara. Édition CNRPAH. Paris. 2006
- Les oasis du Gourara (Sahara algérien) ; III : Récits, contes et poésie en dialecte 'tazenatit'. Édition Peeters. Paris Louvain.  2001.  (ISBN 9042909250).
- Les oasis du Gourara (Sahara algérien). Édition Peeters( Étude Berbère). Paris Louvain .1999.  (ISBN 9042907215)
- Les oasis du Gourara (Sahara algérien). Le Temps des Saints. Édition Peeters. Paris 2000.  (ISBN 9789042907218)[2].